# کلیسای حقیقی عیسی

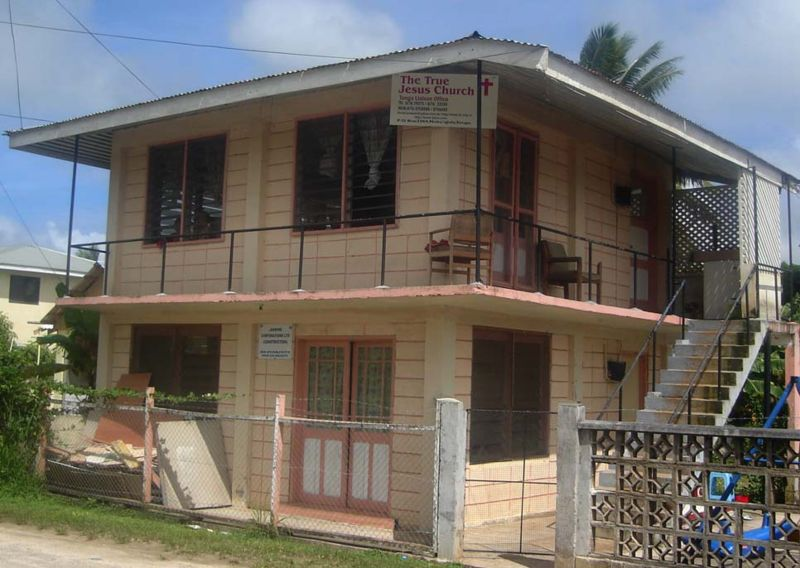
نمایی از دفتر ساختمان کلیسای حقیقی عیسی در چین - ۲۰۰۷

کلیسای حقیقی عیسی (زبان چینی: 真耶穌教會) کلیسای مستقل مسیحیان در چین است که در سال ۱۹۱۷ تأسیس شد.
این کلیسا اکنون دارای یک و نیم تا دو و نیم میلیون عضو از چهل کشور در جهان می‌باشد.

## ده باور اصلی کلیسا عبارت‌اند از

### روح مقدس
گرفتن روح القدس، توسط زبان‌ها گفته شده و علامت تأیید ماست بر اینکه ما وارثان بهشتیم.

### غسل تعمید
غسل تعمید با آب یکی از آیین‌های دینی برای کسب بخشش از گناهان و احیای دوباره‌است.غسل تعمید باید در آب‌های جاری اعمال شود، مانند رودخانه‌ها یا دریا یا چشمه‌ها .تعمید دهنده کسی که خود قبلاً مورد غسل تعمید واقع شده و توسط آب مقدس مورد تعمید قرار گرفته به نام عیسی مسیح این کار را انجام می‌دهد. و کسی که مورد غسل تعمید قرار می‌گیرد باید کاملاً در آب قرار بگیرد و سر و صورت به سمت پایین خم شده باشد.

### پاشویی
آیین دینی شستن پا که فرد را برای داشتن دمی با عیسیٰ خدا توانا می‌کند. همچنین آن یادی همیشگی به‌شمار می‌رود که فرد باید عشق و تقدس و پاکی و حضوع و گذشت و یاریش را همیشه به خاطر داشته باشد. هر کس که غسل تعمید براو باشد باید پاهایش را برای عیسی مسیح بشوید. شستن دوجانبه ممکن است در زمان مناسب به جا آورده‌شود.

### عشای ربانی
آیین عشای ربانی مقدس ایینی است مقدس جهت بیاد آوری مرگ عیسی مسیح . این کار باعث می‌شود که ما، جسمانیت و خون خدا در آیین عشای ربانی یکی شود و ما به حیات ابدی برسیم و در روز رستاخیز زنده شویم.. این آیین هرگاه که ممکن شد باید انجام شود.ویک تکه نان و انگور برای اینکار لازم است.

### روز تعطیلی (یکشنبه)
روز استراحت(روز استراحت یهودیان)، هفتمین روز هفته (شنبه)، یک تعطیل مذهبی و خجسته و مقدس از سوی خداست، در آن شهودِ سایهٔ رحمت خدا برای جشن آفرینش و رستگاری با آرزوی رسیدن آسایش ابدی است.

### عیسی مسیح
واژه‌ای که در جسم بشری فرو رفت،
بر صلیب بدرود زندگی گفت برای زدودن گناهکاران،
در روز سوم زنده گشت و به آسمان صعود کرد.
او تنها ناجی از جنس انسان‌ها است،
آفریدگار آسمان‌ها و زمین،
و یک خدای راستین.

### کتاب مقدس (انجیل)
شامل بر وصایای عهد قدیم و جدید،
الهام گرفته شده از خدا،
تنها متن راستین،
و یک معیار برای زندگانی پیروان مسیح.

### رستگاری
رستگاری توسط بخشایش و رحمت خداوند از طریق دین به دست می‌آید.
ایمان آوردگان باید بر روح القدس تکیه کنند تا به تقدس، به خداوند، و بشر دوستی برسند.

### کلیسا
کلیسای حقیقی عیسی توسط عیسی مسیح تأسیس شده و از طریق روح القدس در زمان «آخرین باران» ایجاد شده‌است.

### حکم نهایی
«آمدن مسیح برای بار دوم آخرالزمان رخ می‌دهد؛ زمانی که وی از بهشت برای داوری دربارهٔ جهان فرود می‌آید و پرهیزگاران زندگی جاودانه می‌یابند ولی نابکاران برای همیشه محکوم می‌شوند.